# Tim Sebastian
Tim Sebastian (Lipcse, 1984. január 17. –) német labdarúgó.

## Pályafutása
1993-ban kezdett el focizni a FC Rot-Weiß Wolgast csapatában. Egészen 1996-ig itt nevelkedett, amikor is csatlakozott a Greifswalder SC, majd 3 év múlva távozott. 1999-ben a Hansa Rostock akadémiájára került. 2003-ban itt diplomázott le. 2001-től tagja lett a második csapatnak. A 2004-05-ös szezonban 8 bajnokin kapott lehetőséget az első csapatban. Ebben a szezonban kiestek a Bundesliga 2-be. 2005. április 30-án megszerezte első Bundesliga gólját a Hertha BSC ellen 2-1-re megnyert mérkőzésen.
A 2008-09-es szezont már a Karlsruher SC csapatába kezdte meg, miután ingyen érkezett a csapathoz. 2009-ben visszatért a Hansa Rostockhoz. Egy év után szülővárosába igazolt az RB Leipzig csapatához. 2014. június 30-ig szóló szerződést kötöttek.